# Evan Jenkins
Evan Hollin Jenkins (Huntington, 12 settembre 1960) è un politico statunitense, membro della Camera dei Rappresentanti per lo stato della Virginia Occidentale dal 2015 al 2018.

## Biografia
Nato e cresciuto ad Huntington, dopo aver studiato all'Università della Florida, Jenkins conseguì la laurea in legge in Alabama. Negli anni successivi lavorò per la camera di commercio e insegnò diritto commerciale alla Marshall University.
Entrato in politica con il Partito Democratico, nel 1994 venne eletto all'interno della legislatura statale della Virginia Occidentale, dove restò fino al 2000. In quell'anno si candidò alla corte suprema d'appello dello stato ma perse le elezioni. Nel 2002 tornò ad occupare un seggio all'interno della legislatura statale della Virginia Occidentale, stavolta nella camera alta, rimanendovi per dodici anni.
Nel 2013 lasciò il Partito Democratico per aderire al Partito Repubblicano e si candidò alla Camera dei Rappresentanti contro il deputato democratico in carica da trentotto anni Nick Rahall. Le elezioni, che si tennero a novembre dell'anno successivo, videro vincitore Jenkins con un margine consistente.
Riconfermato per un secondo mandato nel 2016, lasciò il seggio nel 2018 per candidarsi al Senato, risultando tuttavia sconfitto nelle primarie. Alcuni mesi dopo il governatore Jim Justice lo nominò giudice della Corte Suprema d'Appello della Virginia Occidentale, in sostituzione di una collega dimissionaria.
Evan Jenkins è stato un critico dell'Obamacare e ne invocò l'abolizione in campagna elettorale.